# Carlo Emanuele Teodoro Trivulzio
Carlo Emanuele Teodoro Trivulzio, conte di Melzo e Musocco, signore di Castelzevio e Codogno (Milano, 1565 – Ruroort, 9 ottobre 1605), è stato un nobile e condottiero italiano.

## Biografia

### Infanzia e ascesa
Teodoro, signore di Castelzevio e di Codogno, era figlio di Gian Giacomo Teodoro Trivulzio, cugino del conte di Melzo (1520-1577) e di Ottavia Marliani. Morto senza eredi il figlio del cugino di suo padre, Claudio, e non essendoci altri discendenti neanche dal suddetto cugino Gianfermo e dal relativo padre Giorgio, zio di suo padre, l’asse ereditario risalì al comune bisnonno Gianfermo, permettendogli di succedere al suo cugino di terzo grado nel feudo di Melzo nel 1591.

### Carriera militare e morte

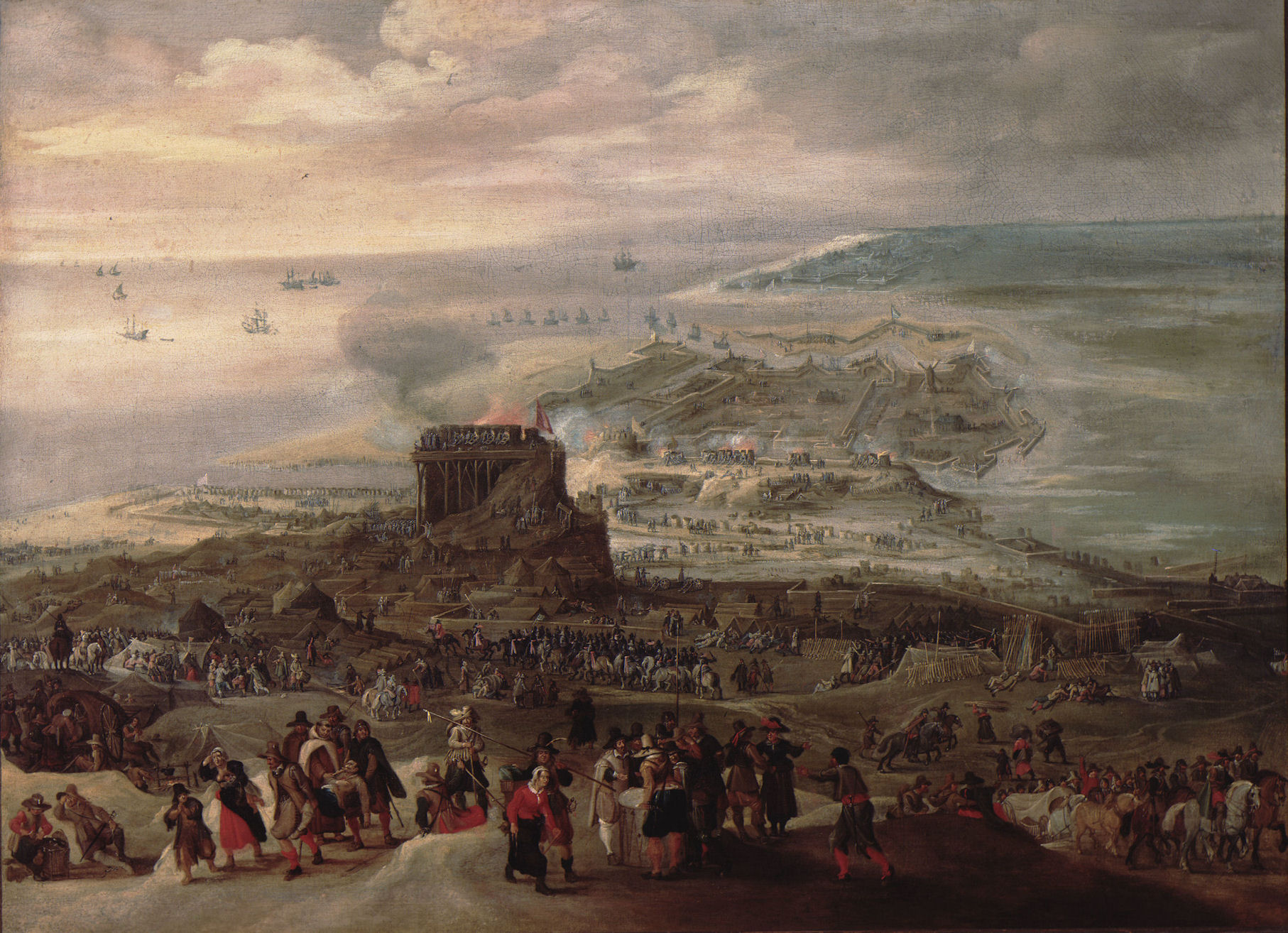
L'assedio di Ostenda, olio su tela di Pieter Snayers

Entrò al servizio del Re di Spagna intorno al 1591 e partecipò all'assedio di Montmélian nel 1600 e all'assedio di Ostenda nel 1601.
Combatté nelle Fiandre a fianco del generale Ambrogio Spinola, rimanendo ucciso in battaglia nei pressi di Ruroort nel 1605.

## Matrimonio e discendenza
Teodoro sposò nei primi mesi del 1596 Caterina Gonzaga, figlia di Alfonso Gonzaga, marchese di Castel Goffredo, dalla quale ebbe quattro figli:
- Gian Giacomo Teodoro (1597-1656), I principe di Musocco, sposò Giovanna Maria Grimaldi; dopo la morte della moglie venne nominato cardinale
- Girolamo
- Ippolita, sposò nel 1616 Onorato II, principe di Monaco
- Alfonso (1600-1621)

## Ascendenza
|                                                  |                |                                     | Genitori                                     |  |  | Nonni |  |  | Bisnonni                            |  |  | Trisnonni                                                  |  |
|                                                  |                |                                     |                                              |  |  |       |  |  | Gianfermo Trivulzio, conte di Melzo |  |  | Antonio Trivulzio, signore di Codogno, Retegno e Pontenure |  |
|                                                  |                |                                     |                                              |  |  |       |  |  | Gianfermo Trivulzio, conte di Melzo |  |  | Antonio Trivulzio, signore di Codogno, Retegno e Pontenure |  |
|                                                  |                | Francesca Visconti-Aicardi          |                                              |  |  |       |  |  | Gianfermo Trivulzio, conte di Melzo |  |  |                                                            |  |
| Gerolamo Teodoro Trivulzio                       |                |                                     |                                              |  |  |       |  |  | Gianfermo Trivulzio, conte di Melzo |  |  |                                                            |  |
|                                                  |                | Margherita Valperga di Masino       | Jacopo Valperga, conte di Masino             |  |  |       |  |  |                                     |  |  |                                                            |  |
|                                                  |                | Margherita Valperga di Masino       | Jacopo Valperga, conte di Masino             |  |  |       |  |  |                                     |  |  |                                                            |  |
|                                                  |                | Margherita Valperga di Masino       | Violante Grimaldi di Bueil                   |  |  |       |  |  |                                     |  |  |                                                            |  |
| Gian Giacomo Teodoro Trivulzio                   |                | Margherita Valperga di Masino       |                                              |  |  |       |  |  |                                     |  |  |                                                            |  |
|                                                  |                | Carlo Barbiano, conte di Belgioioso | Ludovico Barbiano, conte di Belgioioso       |  |  |       |  |  |                                     |  |  |                                                            |  |
|                                                  |                | Carlo Barbiano, conte di Belgioioso | Ludovico Barbiano, conte di Belgioioso       |  |  |       |  |  |                                     |  |  |                                                            |  |
|                                                  |                | Carlo Barbiano, conte di Belgioioso | Fiorbellina Casatti                          |  |  |       |  |  |                                     |  |  |                                                            |  |
| Antonia Barbiano di Belgioioso                   |                | Carlo Barbiano, conte di Belgioioso |                                              |  |  |       |  |  |                                     |  |  |                                                            |  |
|                                                  |                | Caterina Visconti di Saliceto       | Pietro Francesco Visconti, conte di Saliceto |  |  |       |  |  |                                     |  |  |                                                            |  |
|                                                  |                | Caterina Visconti di Saliceto       | Pietro Francesco Visconti, conte di Saliceto |  |  |       |  |  |                                     |  |  |                                                            |  |
|                                                  |                | Caterina Visconti di Saliceto       | Eufrosina Barbavara di Valsesia              |  |  |       |  |  |                                     |  |  |                                                            |  |
| Carlo Emanuele Teodoro Trivulzio, conte di Melzo |                | Caterina Visconti di Saliceto       |                                              |  |  |       |  |  |                                     |  |  |                                                            |  |
|                                                  | Paolo Marliani | Giovanni Marliani                   |                                              |  |  |       |  |  |                                     |  |  |                                                            |  |
|                                                  | Paolo Marliani | Giovanni Marliani                   |                                              |  |  |       |  |  |                                     |  |  |                                                            |  |
|                                                  | Paolo Marliani | …                                   |                                              |  |  |       |  |  |                                     |  |  |                                                            |  |
| Pietro Antonio Marliani                          | Paolo Marliani |                                     |                                              |  |  |       |  |  |                                     |  |  |                                                            |  |
|                                                  |                | Ippolita Landriani                  | …                                            |  |  |       |  |  |                                     |  |  |                                                            |  |
|                                                  |                | Ippolita Landriani                  | …                                            |  |  |       |  |  |                                     |  |  |                                                            |  |
|                                                  |                | Ippolita Landriani                  | …                                            |  |  |       |  |  |                                     |  |  |                                                            |  |
| Ottavia Marliani                                 |                | Ippolita Landriani                  |                                              |  |  |       |  |  |                                     |  |  |                                                            |  |
|                                                  |                | Giovan Giacomo Rajnoldi             | Filippo Rajnoldi                             |  |  |       |  |  |                                     |  |  |                                                            |  |
|                                                  |                | Giovan Giacomo Rajnoldi             | Filippo Rajnoldi                             |  |  |       |  |  |                                     |  |  |                                                            |  |
|                                                  |                | Giovan Giacomo Rajnoldi             | Lucia Morosini                               |  |  |       |  |  |                                     |  |  |                                                            |  |
| Cornelia Rajnoldi                                |                | Giovan Giacomo Rajnoldi             |                                              |  |  |       |  |  |                                     |  |  |                                                            |  |
|                                                  |                | Elena Ghillia                       | …                                            |  |  |       |  |  |                                     |  |  |                                                            |  |
|                                                  |                | Elena Ghillia                       | …                                            |  |  |       |  |  |                                     |  |  |                                                            |  |
|                                                  |                | Elena Ghillia                       | …                                            |  |  |       |  |  |                                     |  |  |                                                            |  |
|                                                  |                | Elena Ghillia                       |                                              |  |  |       |  |  |                                     |  |  |                                                            |  |